# 美鷹傲飛
American Eagle Outfitters（美鷹傲飛公司）是一間美國的服裝和配飾零售商，總部位於賓夕法尼亞州匹茲堡。

## 分店計數
截至2021年1月30日，美鹰傲飞公司在美国、加拿大、墨西哥和香港经营约901家 American Eagle门店、175家Aerie品牌独立门店以及两家Todd Snyder门店。美鹰傲飞还通过其网站出售到81个国家；并在28个国家/地区特许经营229个加盟店，并通过其网站ae.com、aerie.com和toddsnyder.com提供产品。
| 非洲: - 埃及: 2 - 摩洛哥: 2 - 坦桑尼亚: 1 | 美洲: - 巴拿马: 1 - 秘魯: 1 | 亞洲: - 以色列: 35 - 阿曼: 1 | 歐洲: - 俄羅斯: 4 - 希腊: 3 |

## 争议

### 席德妮·史威尼广告活动
2025年7月，美鹰傲飞发起了一项以美国女演员席德妮·史威尼为主角的广告活动，宣传她拥有“好牛仔裤”（great jeans）。这句口号是“好基因”（great genes）的双关语。其中一则广告显示，史威尼将一条写着“席德妮·史威尼有好基因”（Sydney Sweeney has great genes）的横幅，在后面加上了“jeans”（牛仔裤）一词。在另一则广告中，史威尼说道：“基因由父母传给后代，通常决定了发色、性格甚至眼睛颜色等特征。我的牛仔裤（jeans）是蓝色的”。
该广告活动引来了社交媒体用户的强烈反对，他们指责该公司使用的言是优生学和白人至上主义。 部分用户甚至称该广告为“法西斯主义”和“纳粹的政治狗哨”。一些媒体将这则广告与卡尔文·克雷恩（Calvin Klein）一场以15岁的波姬·小丝为主角的类似广告相提并论。
8月1日，美鹰傲飞就此次争议作出回应，称该广告活动“从始至终都只与牛仔裤有关”。

## 外部連結
- AE.com/go官方網站（页面存档备份，存于）
- 77kids
- American Eagle Outfitters SEC Filings（页面存档备份，存于）